# Steinernes Haus (Büdingen)

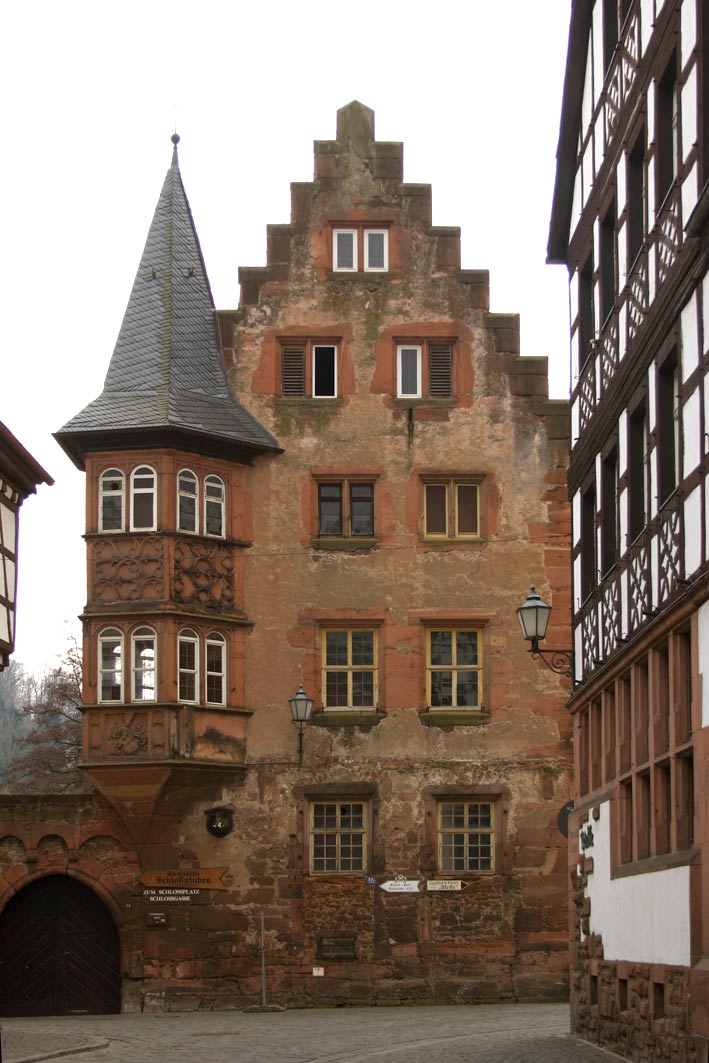
Das Steinerne Haus aus der Altstadt heraus gesehen.

Das Steinerne Haus ist der älteste Wohnbau der hessischen Stadt Büdingen, der vollkommen in Stein errichtet wurde. Der spätgotische Bau wurde 1510/11 als Stadtresidenz für den Grafen Johann zu Isenburg errichtet. Das Haus hatte mit seiner burgartigen Mauer die Aufgabe, den wichtigen Brückenkopf am Mühltor zu sichern. Seine repräsentative Front mit hohen Staffelgiebeln schließt die Altstadtstraße markant ab. Der 1544 angefügte, auf einer Spitzkonsole ruhende, spätgotische Erker mit Fischblasen-Maßwerk erhielt 1998 wieder seinen spitzen Dachabschluss. Im Erkerzimmer befindet sich eine wertvolle Stuckdecke.
Beachtenswert sind die Wehranlagen, die über Wehrgänge mit der „Mühlpforte“ verbunden waren. Im Hof findet sich auch ein Brunnen von 1544. Die Wasser-Notmarken an den inneren Torwangen dokumentieren eindrücklich die Probleme der Büdinger Altstadt mit Hochwassern. Erwähnenswert sind die Buckelschießscharten in der Altstadtmauer. Neben dem Haupttor ist ein sagenumwobener ausgestopfter Eberkopf angebracht.
Das Steinerne Haus unterliegt als Bestandteil der Gesamtanlage Büdinger Altstadt dem Schutz der Haager Konvention zum Schutz von Kulturgut bei bewaffneten Konflikten.

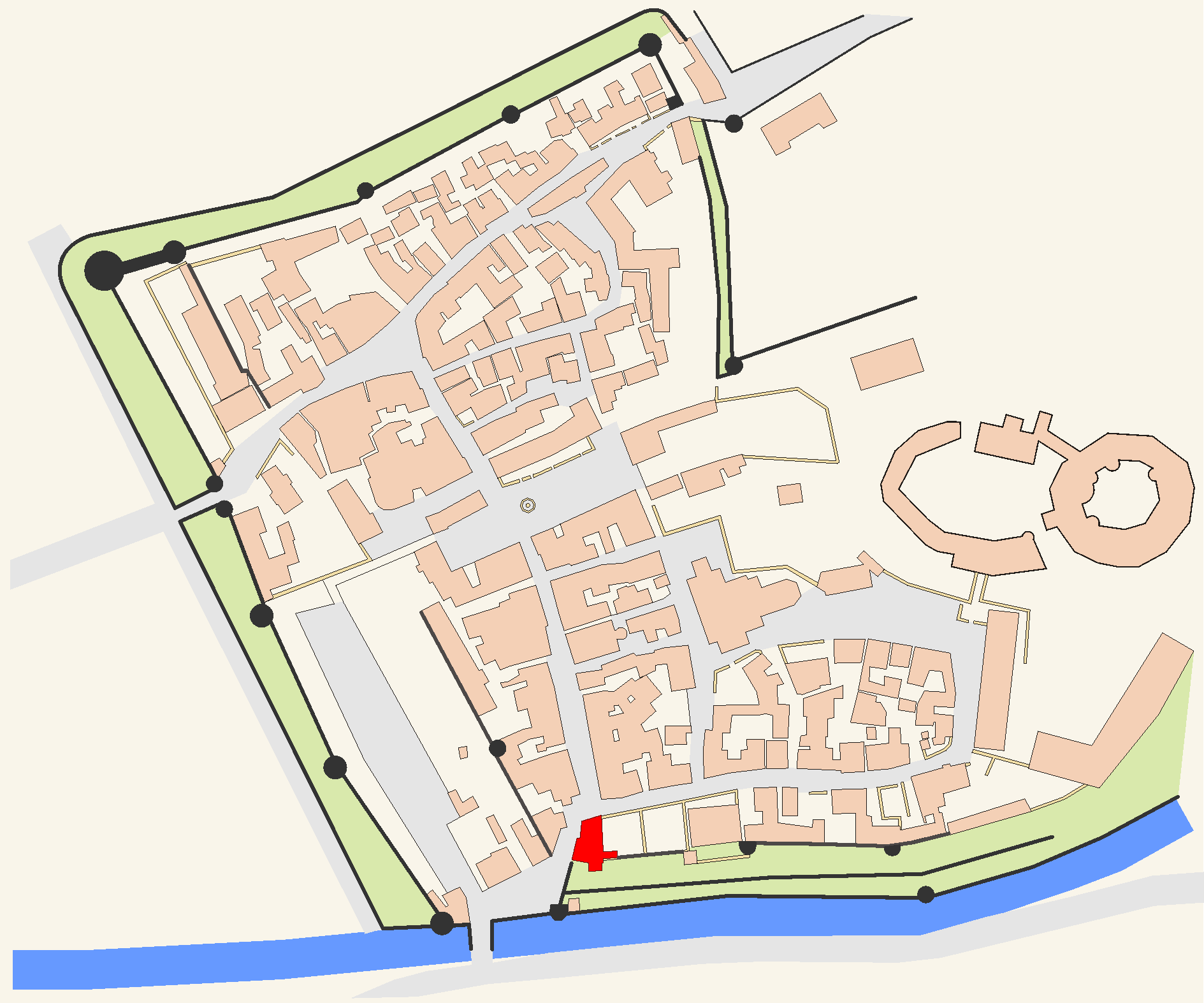
Standort des Steinernen Hauses in der Altstadt.
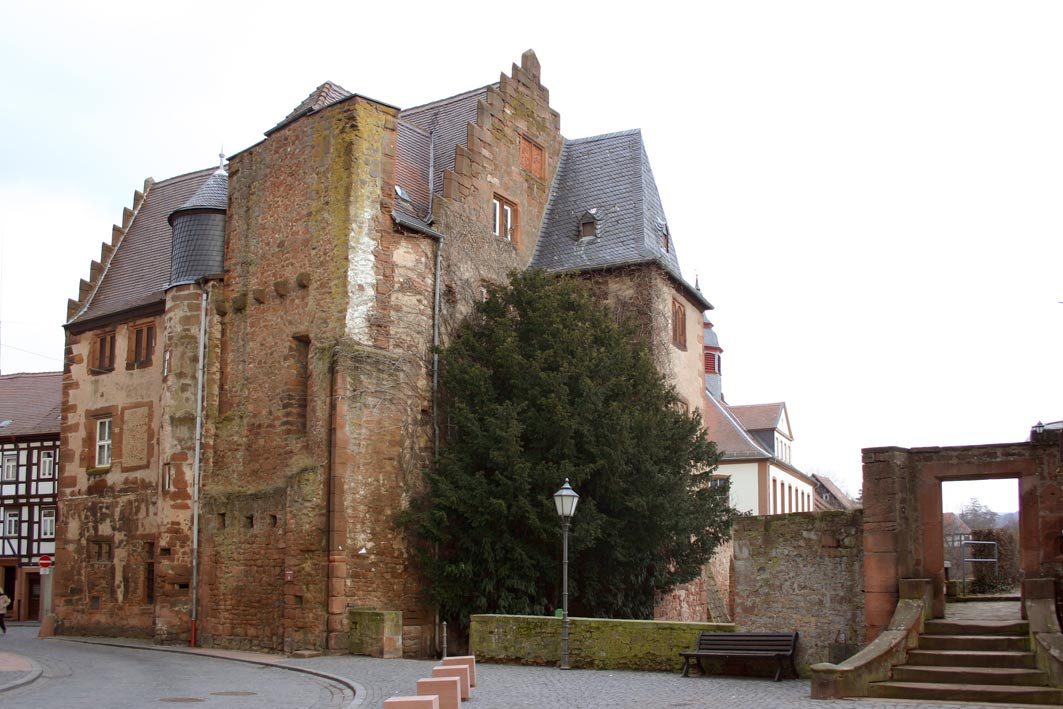
Das Steinerne Haus Richtung Altstadt.
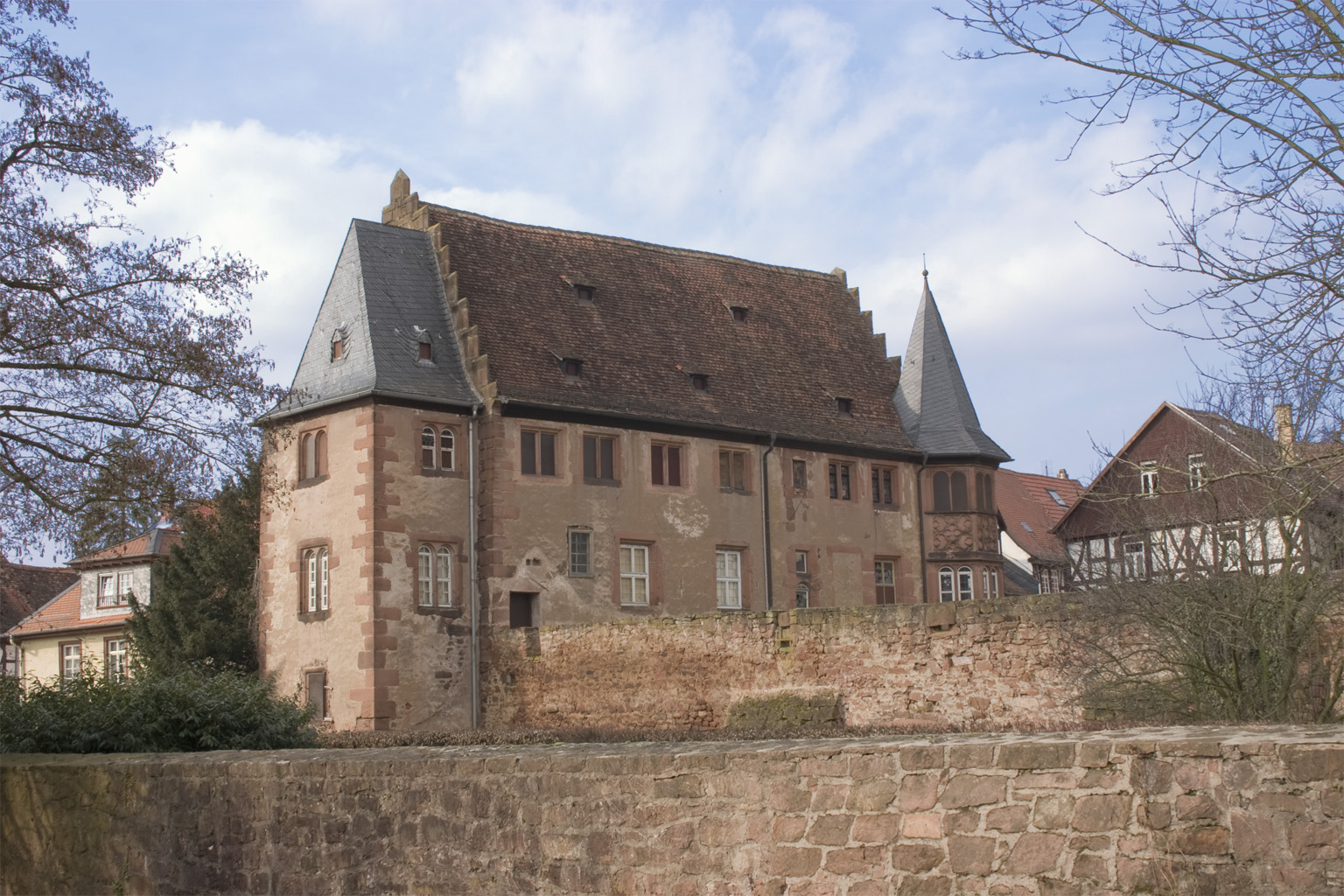
Aus süd-östlicher Richtung
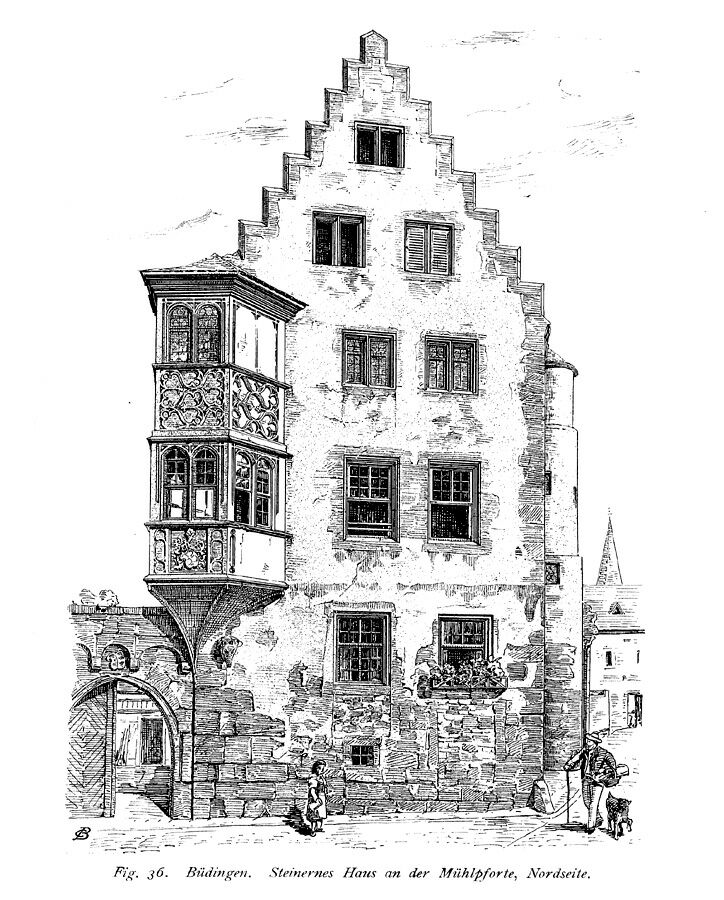
Ansicht des Steinernen Hauses an der Mühlpforte in Büdingen (um 1900)